# Silvio Cavrić
Silvio Cavrić (Sisak, 10 luglio 1985) è un ex calciatore croato, di ruolo centrocampista.